# Russische Botschaft in Kiew
Die Botschaft der Russischen Föderation in Kiew ist der Sitz der diplomatischen Vertretung Russlands in der Ukraine. Die Russische Föderation erkannte die Unabhängigkeit der Ukraine am 5. Dezember 1991 an. Die russische Botschaft in Kiew wurde am 6. August 1992 eröffnet und liegt am Powitroflotskyj-Prospekt (Повітрофлотський проспект) Nummer 27.
Am 23. Februar 2022, dem Tag vor dem russischen Überfall, evakuierte Russland das gesamte diplomatische Personal aus der Ukraine und räumte die Botschaft und alle anderen Vertretungen in der Ukraine.

## Kundgebung vor der Botschaft im Juni 2014
Am 14. Juni 2014 kam es als Reaktion auf den Abschuss eines ukrainischen Militärflugzeugs bei Luhansk zu gewalttätigen Protesten vor der Botschaft. Das Botschaftsgebäude wurde mit Eiern und Farbe beworfen, Hakenkreuze wurden an das Tor des Botschaftsgeländes geschmiert und die russische Flagge der Botschaft von einem Fahnenmast gerissen. Der ukrainische Außenminister Andrij Deschtschyzja wirkte beschwichtigend auf die Demonstranten ein und bezeichnete den russischen Präsidenten mit den Worten „Putin chuilo (dt. etwa Putin – Pimmel)“.

## Russische Botschafter in der Ukraine
Der erste Botschafter Russlands in der Ukraine war Leonid Jakowlewitsch Smoljakow der das Amt von 1991 bis 1996 innehatte. Ihm folgte Juri Wladimirowitsch Dubinin von 1996 bis 1999, Iwan Pawlowitsch Aboimow von 1999 bis 2001 und Wiktor Stepanowitsch Tschernomyrdin von 2001 bis 2009. Der letzte Botschafter Russlands in der Ukraine war Michail Jurjewitsch Surabow vom 5. August 2009 bis zum 28. Juli 2016.

## Konsulate
Generalkonsulate der Russischen Föderation in der Ukraine befinden sich, neben dem in Kiew in folgenden Städten der Ukraine:
- Charkiw: Zuständigkeitsbereich sind die Oblast Charkiw, Oblast Dnipropetrowsk, Oblast Donezk, Oblast Luhansk, Oblast Saporischschja und die Oblast Sumy
- Odessa: Zuständig für die Oblast Cherson, Oblast Kirowohrad, Oblast Mykolajiw und die Oblast Odessa
- Lemberg: Zuständigkeit erstreckt sich auf die Oblast Chmelnyzkyj Oblast Iwano-Frankiwsk, Oblast Lwiw, Oblast Riwne, Oblast Ternopil, Oblast Tscherniwzi, Oblast Transkarpatien sowie die Oblast Wolyn

Ein Honorarkonsulat befindet sich in Tschernihiw.

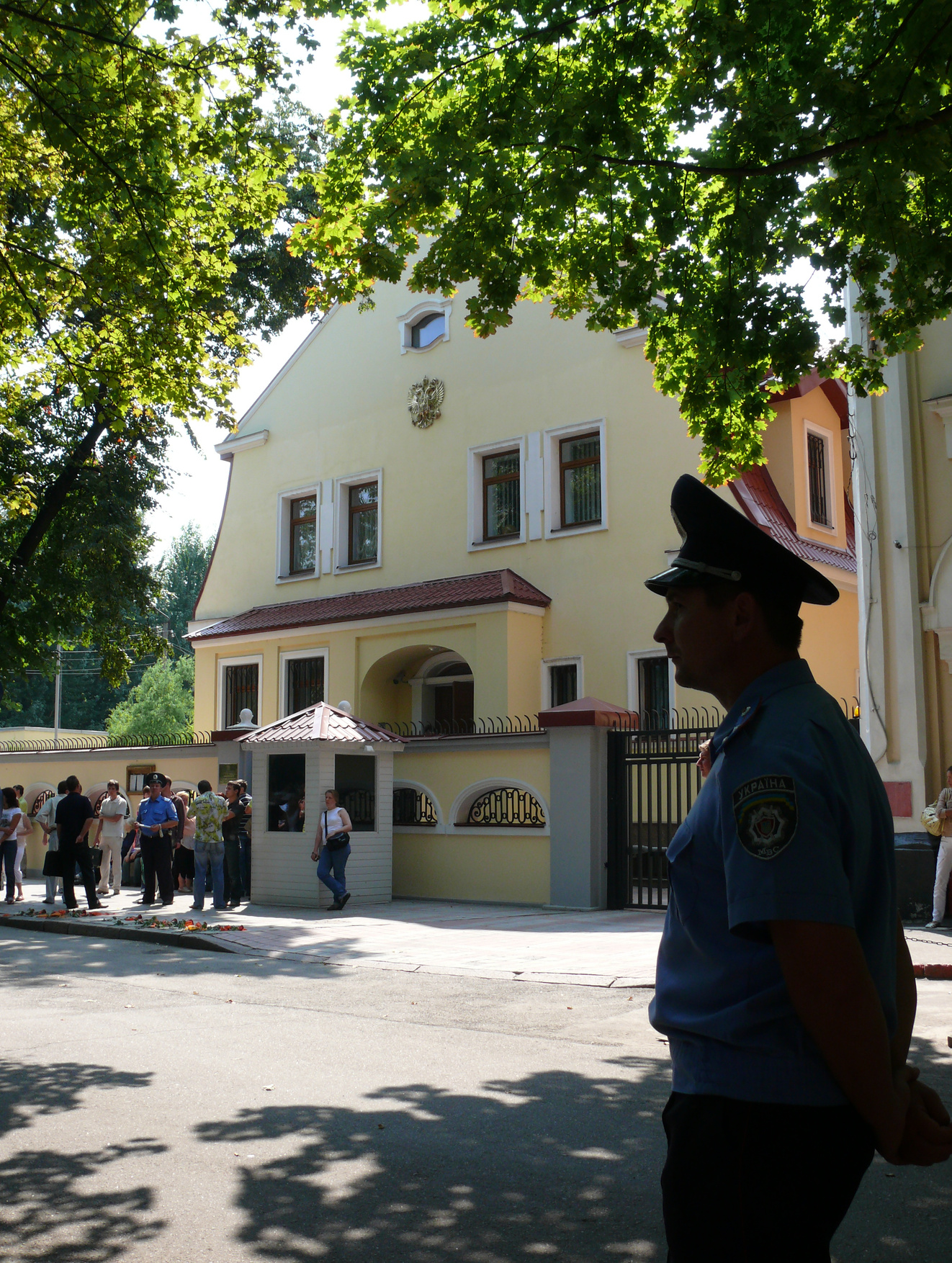
Generalkonsulat in Charkiw
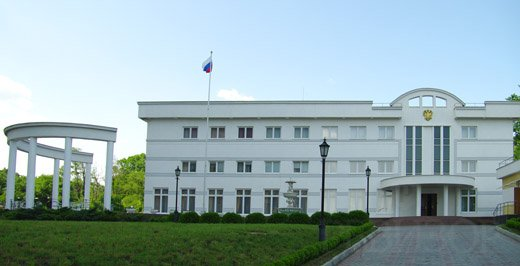
Generalkonsulat in Odessa
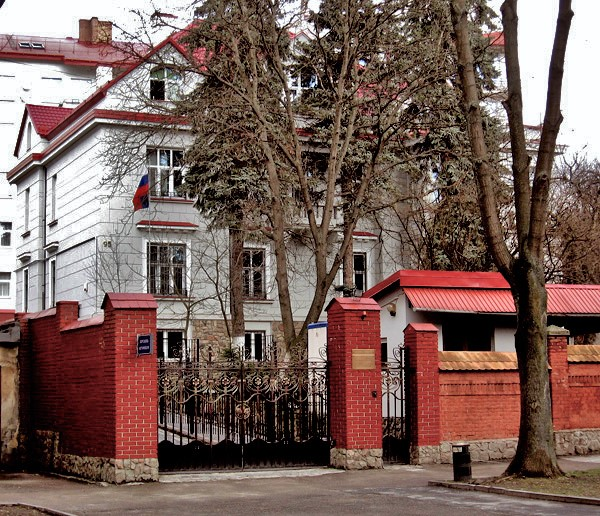
Generalkonsulat in Lemberg